# 迪尔菲尔德比奇
迪尔菲尔德比奇（英語：Deerfield Beach），是美国佛罗里达州布勞沃德縣下属的一座城市。建立于1925年。面积约为38.7平方公里（约合14.9平方英里）。根据2010年美国人口普查，该市有人口75,018人。论人口在本州排行第31。